# Agendamento
A Hipótese do Agendamento (ou Agenda-setting theory, no original, em inglês) foi formulada por Maxwell McCombs e Donald Shaw na década de 1970. Essa hipótese propõe a ideia de que os consumidores de notícias tendem a considerar mais importantes os assuntos que são veiculados com maior destaque na cobertura jornalística (incluindo tanto meios impressos quanto eletrônicos). Assim, no Agenda-setting, as notícias veiculadas na imprensa, se não necessariamente determinam o que as pessoas pensam sobre determinado assunto, são bem-sucedidas em fazer com que o público pense e fale sobre um determinado assunto, e não sobre outros. A teoria é uma metáfora utilizando a ideia simbólica de agenda. E se preocupa com a agenda dos meios de notícia e a agenda da sociedade, e como são colocadas as notícias em termos de ideias e opiniões que tentam persuadir o público. Desde a primeira publicação, em 1972, esta hipótese foi sendo continuamente testada em diversos experimentos e pesquisas. A profusão dessas pesquisas foi estimulada por diversos ramos teóricos que se propuseram a complementar ou a refutar as bases teóricas da hipótese do agendamento.

## História
As ideias básicas da Hipotese do Agendamento podem ser atribuídas ao trabalho de Walter Lippmann, um proeminente jornalista estadunidense. Ainda em 1922, Lippmann propôs a tese de que as pessoas não respondiam diretamente aos fatos do mundo real, mas que viviam em um pseudo-ambiente composto pelas "imagens em nossas cabeças". A mídia teria papel importante no fornecimento e geração destas imagens e na configuração deste pseudo-ambiente.
A premissa básica da teoria em sua forma moderna, entretanto, foi formulada originalmente por Bernard Cohen, em 1963: "Na maior parte do tempo, [a imprensa] pode não ter êxito em dizer aos leitores como pensar, mas é espantosamente exitosa em dizer aos leitores sobre o que pensar."
Ao estudarem a forma como os veículos de comunicação cobriam campanhas políticas e eleitorais, Shaw e McCombs constataram que o principal efeito da imprensa é pautar os assuntos da esfera pública, dizendo às pessoas não "como pensar", mas "em que pensar". Geralmente se refere ao agendamento como uma função da mídia e não como teoria.

### Fases das pesquisas sobre agendamento
Depois da primeira publicação em 1972 sobre o agenda-setting, vários outros autores começaram a formular hipóteses sobre o mesmo assunto, trazendo diferentes abordagens a partir dos estudos de McCombs e Shaw. Essas pesquisas podem ser divididas em quatro fases:
1. O foco das pesquisas era na premissa básica já mostrada por McCombs e Shaw, que era a relação entre a agenda da mídia e a agenda do público, especialmente o poder que a mídia tinha em organizar a agenda do público.
2. A segunda fase se inicia a partir da segunda metade da década de 70. Traz como foco não o que é o agendamento, mas sim o porquê dele acontecer, e quais fatores poderiam aumentar ou diminuir a influência das agendas. As pesquisas dessa fase trouxeram outros tópicos importantes ao debate, como a relevância das informações, a incerteza e as diferenciações nas características de diferentes meios de comunicação.
3. O foco da terceira fase era a análise de temas públicos, especialmente a cobertura da mídia de campanhas eleitorais. Isso se encaixa no chamado agendamento de atributos. Ele é voltado para a análise da transferência de características e elementos (como ideologias e personalidade) de uma agenda para outra.
4. A partir da década 80 se iniciou a quarta fase. O foco passou a ser os fatores que modelam a agenda midiática, no caso, as fontes dessas agendas. Nessa fase de pesquisa, alguns pesquisadores chegaram a hipóteses que levavam em conta a influência de outras mídias enquanto agente externos influenciando o agendamento de um meio.[4][5][6]

## Contexto e Fundamentos
A teoria explica a correspondência entre a intensidade de cobertura de um fato pela mídia e a relevância desse fato para o público. Demonstrou-se que esta correspondência ocorre repetidamente.
Acredita-se que o agendamento ocorra porque a imprensa deve ser seletiva ao noticiar os fatos. Profissionais de notícias atuam como gatekeepers (porteiros) da informação, deixando passar algumas e barrando outras, na medida em que escolhem o que noticiar e o que ignorar. O que o público sabe e com o que se importa em dado momento é, em grande parte, um produto do gatekeeping midiático.
A função de agendamento é um processo de três níveis:
1. Media Agenda (Agenda Midiática) - questões discutidas na mídia
2. Public Agenda (Agenda Pública ou da Sociedade Civil) - questões discutidas e pessoalmente relevantes para o público
3. Policy Agenda (Agenda de Políticas Públicas) - questões que gestores públicos consideram importantes

Um dos debates entre pesquisadores são as questões de causalidade: é a agenda midiática que pauta a agenda da sociedade, ou o contrário? Iyengar e Kinder estabeleceram uma relação de causalidade com um estudo experimental no qual identificaram que o priming, a clareza da apresentação e a posição eram todos determinantes da importância dada a uma matéria de jornal. Entretanto, a questão de se há influência da agenda pública na agenda midiática continua aberta a questionamentos.

### Conceitos importantes
- Gatekeeping - processo de seleção do conteúdo e controle da informação exercido pela mídia "à medida que esta flui através de um portão (gate) ou filtro".[7]
- Priming - no agendamento, consiste na ideia de que a mídia atrai atenção para alguns aspectos da vida política em detrimento de outros.[8]
- Frame temporal – é o quadro de informações formado em um período de tempo da pesquisa. Ele cobre o levantamento de dados tanto da agenda da mídia quanto da agenda dos receptores, assim como de outras agendas, permitindo uma melhor interpretação sobre o acontecimento.[1]
- Time-lag ou Intervalo temporal - é o intervalo de tempo entre a cobertura informativa dos meios de comunicação (agenda da mídia) e a agenda do público. Esse período consiste no tempo necessário para a influência da mídia sobre o receptor "se efetivar e ser constatável".[1]
- Saliência – é o valor que cada indivíduo atribui a um determinado assunto noticiado. Sua percepção individual emprestada à opinião pública.[1]
- Nível de incerteza- quando o receptor entende que o assunto é relevante e tem um nível de incerteza alto sobre ele, o mesmo procura informar-se a respeito com maior profundidade. Isso garante a intensidade no qual o assunto será recebido.[1]
- Relevância – é a importância dada pela mídia a determinado assunto. Se alguma noticia é noticiada de maneira constante pelos veículos, ela possui relevância.[1]

## Boa tarde caríssimo. Preciso fazer um agendamento para pedido de visto... Como posso candidatar-me?
Walter Lippmann começa seu livro Opinião pública com o capítulo intitulado “O mundo exterior e as imagens de nossas mentes.” Neste capítulo, é apresentada a ideia de que os meios de comunicação, em sua época representados principalmente pelos jornais, eram a ponte entre o mundo de fora e as imagens que formamos em nossas cabeças sobre ele. Ou seja, essas imagens eram apenas um reflexo dos meios de comunicação - não condiziam necessariamente com o que em realidade estava acontecendo no mundo exterior.
Assim, começa a ser desenvolvida a ideia de que elementos enfatizados na mídia passam a ser considerados como importantes para o público, sendo este um dos pressupostos da hipótese do agendamento.
De acordo com um dos criadores da teoria, Maxwell McCombs, o agendamento não ocorre somente a partir da exposição contínua que é dada pela mídia a um determinado assunto ou tema, ele também depende, em grande parte, da chamada necessidade de orientação, definida pelo autor como a necessidade que o público tem de saber mais sobre tal assunto ou tema.
Esse princípio psicológico, segundo McCombs, pode ser observado com mais força na época de eleições. No estudo feito por ele e Donald Shaw, há evidências de que, na medida em que se aproximava o dia da votação, aumentava a busca por informações por parte dos eleitores. Essas informações poderiam ser sobre os temas que estão em alta durante as campanhas ou até mesmo sobre os próprios candidatos, com o objetivo de definir em quem confiar seu voto.
A necessidade de orientação ocorre baseada em dois fatores: relevância e certeza. McCombs diz que “se a pessoa não considera um tópico relevante, obviamente ela não precisará de orientação.” Se um assunto for relevante e a pessoa tiver um alto grau de incerteza sobre o quanto sabe sobre ele, então a necessidade de se orientar será muito grande. Quanto maior for a necessidade de orientação, maior será o efeito do agendamento, ou seja, maior a chance dessa pessoa incorporar essa preocupação da mídia para suas próprias preocupações.

## Agendamento Reverso
A partir das conclusões dos estudos de Maxwell McCombs e Donald Shaw, novas pesquisas foram realizadas e geraram resultados que mostraram interações mais amplas no processo de agendamento. Na análise de uma eleição na Dinamarca na década de 70, por exemplo, Karen Siune e Ole Borre perceberam que a exploração de temas políticos neste período dependia das interações entre votantes, líderes partidários e meios de comunicação de massa.
Passa-se então a ser considerado nestes estudos a influência do público no agendamento de assuntos abordados pelos media, ou como tornaram-se conhecidas, manifestações de agendamento reverso ou contra-agendamento. Desta forma, os fluxos de influências, que antes seriam unidirecionais, ou seja, somente da mídia para o público, agora podem também se configurar do público para a media.
As relações interpessoais permitem a obtenção de informações sem dependência direta da mídia. Nestas interações, demandas podem surgir em relação à abordagem de determinados temas pelos media. Tal processo pode ser visto, por exemplo, na Internet, a qual amplia o contato com ambientes interacionais, como redes sociais, blogs ou mesmo sites alternativos de notícia. Russell Neuman, ao rastrear os ciclos de atenção de 29 temas em sítios de notícias de veículos tradicionais de comunicação e redes sociais, percebeu que em 18 destes, as forças das correlações são maiores para as mídias sociais em direção aos media tradicionais e, em 11 destes, maior destas para as mídias sociais. Em seis temas, há evidências estatísticas para relações recíprocas
Pesquisas recentes tem buscado analisar e esclarecer os resultados das pesquisas sobre o processo de agendamento. No Brasil, os resultados dos estudos sobre agendamento variam entre a reiteração do modelo unidirecional de McCombs e Shaw e a legitimação do conceito mais recente de agendamento reverso ou contra-agendamento, embora o primeiro tenha presença mais forte.

### Tipos de Agendamento
Lycarião e Sampaio (2016) desenvolveram mecanismos para se compreender de que forma se dá a construção da agenda pública. Segundo os autores, é importante diferenciar os tipos de agendamento entre factual e temático e analisar a dimensão temporal no qual ele ocorre. Sobre o tipo de agendamento, pode-se classifica-los como factual, aquele que se limita a um acontecimento, fato ou notícia específico, e como temático, aquele de caráter abrangente. Em relação à dimensão temporal, os autores as dividem em três: curto prazo, entre 1 e 14 dias, médio prazo, com duração de meses, e longo prazo, com duração de anos. Essas condições influenciariam diretamente as dinâmicas de construção da agenda pública.
É importante ressaltar que embora as pesquisas de agendamento tenham evoluído nos últimos 40 anos desde o seu desenvolvimento, a hipótese inicial de McCombs e Shaw não é considerada inválida ou ultrapassada. Pelo contrário, muitos estudos ainda reforçam a perspectiva original, a despeito de novos conceitos estarem sendo examinados e terem ganhado espaço dentro da teoria do agendamento. Tais novas vertentes de pesquisa não anulam os primeiros resultados sobre o agendamento, mas mostram uma multiplicidade de interação no processo de influência de assuntos agendados.

### Agenda-setting na internet
Barbosa defende que a Web potencializa diferentes modos de operacionalização das agendas dos media, tanto em primeiro (temas) como em segundo nível (predicados atribuídos aos temas), mediante os processos de observação, análise e mineração de ações - busca, acesso, produção e difusão de conteúdos - engendradas nesse meio. Uma agenda pode resultar da operação de algoritmos que determinam quais fontes terão destaque na busca de conteúdo pelos usuários.
Segundo McCombs, a relevância de um assunto nasce de muitas fontes, que vão desde o interesse pessoal (assuntos de interesse particular) à ameaça à sociedade (como crises políticas e econômicas, conflitos). Sendo assim, quanto maior for a orientação e quanto mais informação for veiculada sobre um determinado assunto, menor será o grau de incerteza dos indivíduos sobre ele. Consequentemente, quanto maior for a ausência de conhecimento prévio do público sobre um assunto, maior é a probabilidade de que se preste atenção à agenda dos media. No ambiente da internet, são as estruturas de hiperlinkagem - número de acessos, produção, difusão e circulação - que representam essa necessidade de orientação.

#### Big data
A Internet pode oferecer resultados totalmente contraditórios em relação às pesquisas iniciais de McCombs e Shaw, e possibilitam inclusive uma alternativa às pesquisas de alto custo, uma vez que os dados estão agora disponíveis massivamente na rede e de forma gratuita. A medição de informações na Internet, por sua vez, pode ser realizada por meio do big data: grandes quantidades de informações que podem ser exploradas por bots (robôs automatizados), softwares ou infraestruturas tecnológicas.
Esta característica da Internet de apresentar o big data como uma variável possível às leituras da teoria do agendamento expande as noções da própria teoria, de seus conceitos e de seus domínios de aplicação. Também se destaca o refinamento dos conceitos clássicos que proporcionam novos campos de pesquisa para o agenda-setting. Dessa forma, o big data evidencia uma nova possibilidade de pesquisa, sendo capaz de mostrar resultados muito diferentes do esperado, sobretudo porque os tipos de comunicação realizados nas interfaces da Web estão ligados a novas formas de operação e podem agora ser analisadas por meio da filtragem de dados massivos.
Internet das coisas
Com o avanço da tecnologia e a popularização dos dispositivos eletrônicos conectados à internet, o conceito de Internet of Things (IoT) vem ganhando destaque. Segundo a definição de Gubbi et al. (2013), IoT é um sistema que permite a interconexão de objetos físicos através da internet, possibilitando a coleta e compartilhamento de dados e a automatização de tarefas. Esse sistema tem sido aplicado em diversos setores, como saúde, agricultura, indústria e transporte, possibilitando o controle remoto de equipamentos e o monitoramento de variáveis ambientais, por exemplo.
No contexto do agendamento virtual, a tecnologia IoT pode ser utilizada para aprimorar a eficiência do sistema. Por meio da interconexão de dispositivos, é possível automatizar processos e coletar dados de forma mais precisa e rápida. Por exemplo, sensores podem ser instalados em salas de reunião para monitorar a ocupação e disponibilidade do espaço, enviando informações em tempo real para o sistema de agendamento virtual, como exemplo a Agenda Virtual. Isso permite uma gestão mais eficiente do uso dos espaços e evita conflitos de horário.
Nesse sentido, a utilização da tecnologia IoT pode ser uma solução para os desafios enfrentados pelo sistema de agendamento virtual, aumentando a eficiência e reduzindo o tempo gasto com tarefas administrativas. Além disso, a automação de processos pode contribuir para a redução de erros humanos, melhorando a qualidade do serviço oferecido.

#### Mineração de dados
A mineração de dados (em inglês, data mining - DM) é um conjunto que transforma determinados dados em conhecimentos relativos ao conjunto sistêmico que eles representam. Esses conhecimentos podem ser de natureza retrospectiva (contexto histórico), prospectiva (projeções para o futuro) ou abrangentes (para entender o que está acontecendo) e auxiliam empresas, organizações e o poder público na tomada de decisões.
Os métodos da mineração de dados são agrupados em duas categorias: manipulação de dados estruturados - o analista deve pré-definir o formato de cada campo de dados, e manipulação de dados não-estruturados - arquivos de qualquer formato, bases de dados textuais ou imagens digitalizadas. Como exemplo de um sistema de mineração de dados, temos o Memetracker, que rastreia citações e frases que aparecem com maior frequência e que circulam pela rede. Ele permite analisar como diferentes conteúdos competem diariamente pela cobertura de sítios de notícias e blogs, e como certos temas persistem enquanto outros desaparecem rapidamente. Uma pesquisa de 2009 rastreou 1.600.000 sítios num período de três meses, totalizando 90 milhões de artigos e links, e chegou à conclusão de que um pequeno conjunto de sites consegue gerar uma comunicação massiva, ou seja, fazem seu conteúdo ter grande difusão na rede. Uma das descobertas da pesquisa foi que o time-lag para o pico de atenção do público a uma notícia/citação é de 2h50min.

## Agendamento de atributos e enquadramento
Em sua obra, Maxwell McCombs enlaça a teoria do agendamento e sua segunda dimensão, ou seja, o agendamento de atributos, ao conceito de enquadramento. O agendamento de atributos corresponde à saliência desses aspectos do objeto pautado pela mídia. Para o autor, a convergência do agendamento de atributos e do enquadramento permite novos entendimentos sobre a influência dos atributos nas notícias, trazendo de volta a influência da mídia nas atitudes e opiniões do público a médio e longo prazo.
Atributos podem ser qualquer aspecto ou elemento que configure um objeto, como, por exemplo, atentado é um aspecto do objeto queda do World Trade Center, podem ser a idade e lugar de nascimento da pessoa. Se o enquadramento é um atributo de um objeto sob consideração porque descreve o objeto, ou seja, uma perspectiva dominante do objeto, segundo McCombs, então o enquadramento é “utilmente delimitado como sendo um caso muito especial de atributos” (MCCOMBS, 2009).
Mas o que define os atributos que serão usados para o enquadramento midiático é a sua saliência. Nem todo atributo gera um enquadramento interessante para a produção noticiosa. De acordo com McCombs, o papel do enquadramento é organizar o pensamento, a narrativa, criar um padrão integrado que é consideravelmente maior do que suas partes. Portanto, alguns atributos têm mais possibilidade de serem incluídos na agenda da mídia do que outros. Certos atributos de um objeto funcionam como argumentos marcantes para sua saliência, logo argumentos marcantes são enquadramentos, certas maneiras de organizar e estruturar a imagem de um objeto.

#### Alguns estudos sobre a teoria do agendamento no Brasil
As pesquisadoras  Kênia Maia e Luciane Agnez analisaram 34 trabalhos, apresentados nos anos de 2005 a 2009,  que faziam referência aos termos agenda-setting ou agendamento da mídia. A base de dados dos artigos mapeados foi composta por trabalhos apresentados nos congressos da Intercom, Compós e SBPJor.
Os resultados encontrados pelo estudo sobre esses trabalhos apontaram que:
- estudos de audiência foram omitidos;
- há um midiacentrismo excessivo nas pesquisas brasileiras da comunicação a partir processo de produção da notícia;
- mesmo com a significativa quantidade de trabalhos sobre o tema, não existe uma acumulação de conhecimento em relação aos artigos que utilizaram o mesmo referencial teórico ou metodológico no Brasil.

A temática dos trabalhos apresentou os seguintes resultados:
- 53% das abordagens pesquisam exclusivamente a agenda da mídia;
- 15% dos artigos coletados iniciam da hipótese central e direta de que a mídia influencia a agenda do público;
- 15% verificam o poder das fontes, ou o chamado contra-agendamento;
- 9% discorreram sobre as interinfluências entre as agendas da mídia e da política.

As metodologias, por sua vez, atestam uma análise superficial dos produtos, com os seguintes resultados:
- 59% dos estudos apresentando análise de conteúdo como metodologia, comparando trechos, manchetes ou reportagens de veículos impressos ou eletrônicos;
- 15% das pesquisas realizando algum tipo de estudo de caso;
- e outros 18% tendo revisão bibliográfica, explorando o histórico do agendamento e possíveis interrelações com outros conceitos teóricos.[4]

As pesquisas sobre a teoria do agendamento de McCombs e Shaw feitas no Brasil buscam discutir a influência de fatores externos na agenda da mídia, encaixando-se na quarta fase dos estudos . No artigo intitulado “Agenda da mídia, dos políticos e do público na campanha eleitoral de 2010”, os pesquisadores Cervi, Massuchin e Tavares expõem como as agendas das três esferas se envolvem durante o processo para eleger o Presidente da República no ano estudado. A hipótese era de que, a partir do processo de agendamento circular, políticos, eleitores e jornais acabariam falando dos mesmos assuntos durante as eleições.
A conclusão apresentada pelos pesquisadores, após analisar o Horário Gratuito Político Eleitoral, pesquisas de opinião com eleitores e notícias de capa dos jornais Folha de S.Paulo e Estado de São Paulo é que, neste caso específico, não houve relação dos temas diretamente, diferente do que é proposto por McCombs e Shaw. Os dois veículos analisados focaram nos fatos da campanha política, os candidatos na promoção de suas imagens e os eleitores se preocuparam com aspectos que afetam diretamente suas vidas, como saúde, economia e segurança pública. A circularidade dos temas não foi plena, já que os anseios da população não foram retratados nos jornais e foram usados como estratégia de campanha pelos políticos com o objetivo de angariar votos. Assim, ficou evidenciado que as relações de poder mantidas entre essas três esferas (política, mídia e público) influenciam no processo de agendamento de modo distinto.
No entanto, com a popularização das redes sociais, muitos agentes políticos puderam disseminar seu conteúdo sem precisar passar pela chamada grande mídia, que, por sua vez, também precisou se adaptar aos meios digitais para sustentar sua audiência. No artigo “Perda da hegemonia da imprensa: a disputa pela visibilidade na eleição de 2018", Marcelo Alves Júnior e Afonso de Albuquerque mostram a força das bolhas Ideológicas no Facebook.

Após analisar páginas da imprensa tradicional e fan-pages de esquerda, como o Quebrando o Tabu, e de direita, como o MBL, os pesquisadores observaram que, apesar dos canais jornalisticos conseguirem produzir um maior volume de informações e possuir mais seguidores, o engajamento é maior entre as páginas de militância, em especial de direita, atingindo uma parcela maior de usuários, conferindo, assim, maior visibilidade de suas visões e enquadramentos.